# Rogajny (powiat gołdapski)
Rogajny (dawniej Rogonie, lit. Ragainiai, niem. Rogonnen) – wieś w Polsce położona w województwie warmińsko-mazurskim, w powiecie gołdapskim, w gminie Dubeninki. W latach 1975–1998 miejscowość należała administracyjnie do województwa suwalskiego.
W pobliżu wsi wzgórza morenowe z najwyższym wzniesieniem – Lisią Górą (258 m n.p.m.)

## Historia
Wieś czynszowa założona na 40 włókach boru nad strugą Bierkanicą, na podstawie przywileju z 26 lipca 1564 roku. Wtedy to ówczesny starosta książęcy, Wawrzyniec von Halle, sprzedał braciom z Płociczna – Mikołajowi i Pawłowi Rogoniom – cztery włóki sołeckie, polecając im założenie wsi.
Wieś wymieniana w dokumentach z XVIII w. jako własność Wierzbickich – polskiej rodziny szlacheckiej.
Wieś nazywana była dawniej Rogoniami (od nazwiska zasadźców), a w 1938 r. nosiła urzędową nazwę niemiecką Rogonnen.
W 1938 r. we wsi było 467 mieszkańców. Czynna była szkoła dwuklasowa i wiejska szkoła zawodowa. Na miejscu znajdował się urząd pocztowy. Część wsi, Małe Rogajny, stanowił majątek ziemski, nazywany Grindashof, który otrzymał swą nazwę w 1817 roku od właściciela o nazwisku Grenda.

## Zabytki
- We wsi znajduje się zabytkowy dwór z przełomu XIX i XX w., zbudowany na planie w kształcie litery L.
- Obok dworu znajdują się resztki dawnego parku. (nr ew. NID A-2758 i A-1983).
- Do zabytków zaliczyć należy także cmentarz ewangelicki (A-2845)[3].